# Obsidian Entertainment
Obsidian Entertainment er en amerikansk computerspiludvikler, grundlagt i 2003 efter Interplay Entertainments Black Isle Studios midlertidige lukning.

## Udvalgte spil
- Star Wars: Knights of the Old Republic II – The Sith Lords (2004)
- Neverwinter Nights 2 (2006)
- Neverwinter Nights 2: Mask of the Betrayer (2007)
- Neverwinter Nights 2: Storm of Zehir (2008)
- Fallout: New Vegas (2010)
- Dungeon Siege III (2011)
- South Park: The Stick of Truth (2014)
- Pillars of Eternity (2015)